# Leki naskurczowe
Zasugerowano, aby zintegrować ten artykuł z artykułem Leki oksytotyczne. Nie opisano powodu propozycji integracji.
Leki naskurczowe, leki nasilające skurcz macicy (ATC G02A) – grupa leków stosowanych do nasilenia czynności skurczowej mięśnia macicy, stosowane w prowadzeniu porodu i połogu.
Należą tu:
- oksytocyna i jej analogi
- alkaloidy sporyszu i ich pochodne, np. metylergometryna
- prostaglandyny